# Horst Hilbert
Horst Hilbert (* 17. Oktober 1919 in Berlin; † 29. August 2003) war ein deutscher Kommunalpolitiker (SED). Er war Bürgermeister der Ost-Berliner Stadtbezirke Lichtenberg und Prenzlauer Berg.

## Leben
Hilbert, Sohn eines Arbeiters, erlernte nach dem Besuch der Volksschule den Beruf eines Mechanikers. Während des Zweiten Weltkriegs wurde er zur Wehrmacht einberufen.
Nach dem Krieg wurde er im August 1945 Mitglied der KPD und 1946 der SED. Er arbeitete zunächst im Sozialwesen von Friedrichshain und ab 1949 als Verwaltungsdirektor im Krankenhaus Friedrichshain. Nach einem Lehrgang an der Verwaltungsakademie wurde er 1951 zum Bezirksbürgermeister von Lichtenberg gewählt. Vier Jahre später folgte ein Jahresstudium an der Parteihochschule und von März 1956 bis Februar 1964 war Horst Hilbert erneut Bezirksbürgermeister, diesmal im Stadtbezirk Prenzlauer Berg. Anschließend folgte ein zweijähriges Studium am Industrie-Institut der Technischen Universität Dresden, das er 1965 als Dipl.-Ing. oec. abschloss. Ab 1957 war Hilbert Mitglied des Hauptausschusses des Deutschen Städte- und Gemeindetages. Am 1. November 1965 wurde er erneut zum Bürgermeister von Lichtenberg gewählt. Dieses Amt hatte er bis 7. Juli 1967 inne.
Anschließend fungierte er von Juli 1967 bis Mai 1970 als 1. Stellvertreter des Oberbürgermeisters von Berlin. Am 20. Mai 1970 wurde er zum Stadtrat und Leiter für stadttechnische Versorgung berufen, war gleichzeitig auch Vorsitzender der Berliner Bezirksenergiekommission. Dieses Amt übte er über zehn Jahre bis zum 30. Oktober 1980 aus.
Hilbert starb im Alter von 83 Jahren.

## Auszeichnungen
- 1959 Verdienstmedaille der DDR
- 1966 Ehrennadel des DTSB in Gold
- 1969 Vaterländischer Verdienstorden in Bronze und 1979 in Silber